# Deep Winter
Deep Winter es una película estadounidense de acción y aventura de 2008, dirigida por Mikey Hilb, que a su vez la escribió junto a Glenn Zoller y John Protass, musicalizada por Gerald Brunskill, en la fotografía estuvo Patrick Reddish y los protagonistas son Eric Lively, Kellan Lutz y Michael Madsen, entre otros. El filme fue realizado por Gigantic Pictures (III).

## Sinopsis
Trata acerca de un grupo de amigos que se dirige hacia Alaska, tienen como objetivo ser las primeras personas en esquiar en un pico muy riesgoso.